# عبء المرض العالمي
عبء المرض العالمي (بالإنجليزية Global Burden of Disease GBD) هو تقييم شامل على المستويين المحلي والعالمي لحالات الوفاة والإعاقات الناتجة عن الإصابة ب 107 مرض وإصابة وعشر عوامل خطورة. ويتم تقييم العبء العالمي للأمراض باستخدام دراسة العبء العالمي للأمراض التي تقوم بها منظمة الصحة العالمية). وتعد مثالا على المعلومات المستندة على البراهين والتي تشكل جزءا من النقاش حول سياسة الصحة العامة. والهدف من الدراسة هو توفير معلومات وتوقعات حول عبء الأمراض على نطاق عالمي.
بدأ مشروع العبء العالمي للأمراض عام 1992 ويتعاون فيه الآن حوالي 800 خبير من مختلف أنحاء العالم، ويعمل به باحثون من كلية هارفارد للصحة العامة ومعهد القياسات الصحية والتقييم (بالإنجليزية Institute for Health Metrics and Evaluation IHME) ومنظمة الصحة العالمية والبنك الدولي.
وقام المشروع الأساسي بتقييم الفجوات الصحية باستخدام مؤشر سنوات العمر الضائعة المصصحة باحتساب مدد العجز (دالي) (بالإنجليزية disability-adjusted life years DALYs) والذي يعرف بسنة مفقودة من الحياة الصحية، إما بسبب الموت المبكّر أو بسبب العجز في ثمانية أقاليم في العالم عام 1990. ويوفر هذا المشروع مقاربة موحدة للتقييم الوبائي ويستخدم وحدة معيارية وهي دالي للمساعدة في عملية المقارنة.
هناك ثلاثة أهداف محددة للعبء العالمي للمرض:
1. دمج المعلومات الخاصة بالنتائج غير المميتة في تقييم الوضع الصحي (باستخدام مؤشر زمني يحدد سنوات العمر الضائعة بسبب الوفاة المبكرة أو بسبب العجز وتقيم حسب حدة العجز)
2. التأكد من بناء جميع التقييمات والتوقعات على أسس ديموغرافية ووبائية محايدة وموضوعية.
3. قياس عبء المرض باستخدام مقياس يمكن استخدامه أيضا في تقييم التدخلات الفعالة غير المكلفة. وتم اختيار مؤشر دالي لهذا الغرض.

ويمكن النظر إلى عبء المرض على أنه الفجوة بين الوضع الصحي الحالي والوضع الأمثل الذي يعيش فيه الجميع حتى الشيخوخة دون مرض أو عجز. أما أسباب هذه الفجوة فهي الوفاة المبكرة والعجز والتعرض لعوامل خطر معينة قد تساعد في الإصابة بالأمراض.
ويدخل الآن العبء العالمي للمرض جولته الخامسة حيث سيتم قياس أكثر من سبعمائة من الأسباب الرئيسية للوفاة والعجز مقسمة حسب الأقاليم الجغرافية (وعددها 21) وكذلك العمر والجنس. ويتم أيضا تقييم عوامل الخطر (أو مايطلق عليه عوامل الاختطار حسب منظمة الصحة) ووضع توقعات بشأنها.